# Старая пинакотека
«Ста́рая пинакоте́ка» (нем. Alte Pinakothek) — картинная галерея в Мюнхене. Является одной из самых известных галерей мира. В ней представлены произведения мастеров Средневековья до середины XVIII столетия. Напротив Старой пинакотеки находится Новая пинакотека с работами художников XIX — начала XX веков. В третьей пинакотеке Мюнхена — Пинакотеке современности — представлено искусство XX и XXI столетий.

## История

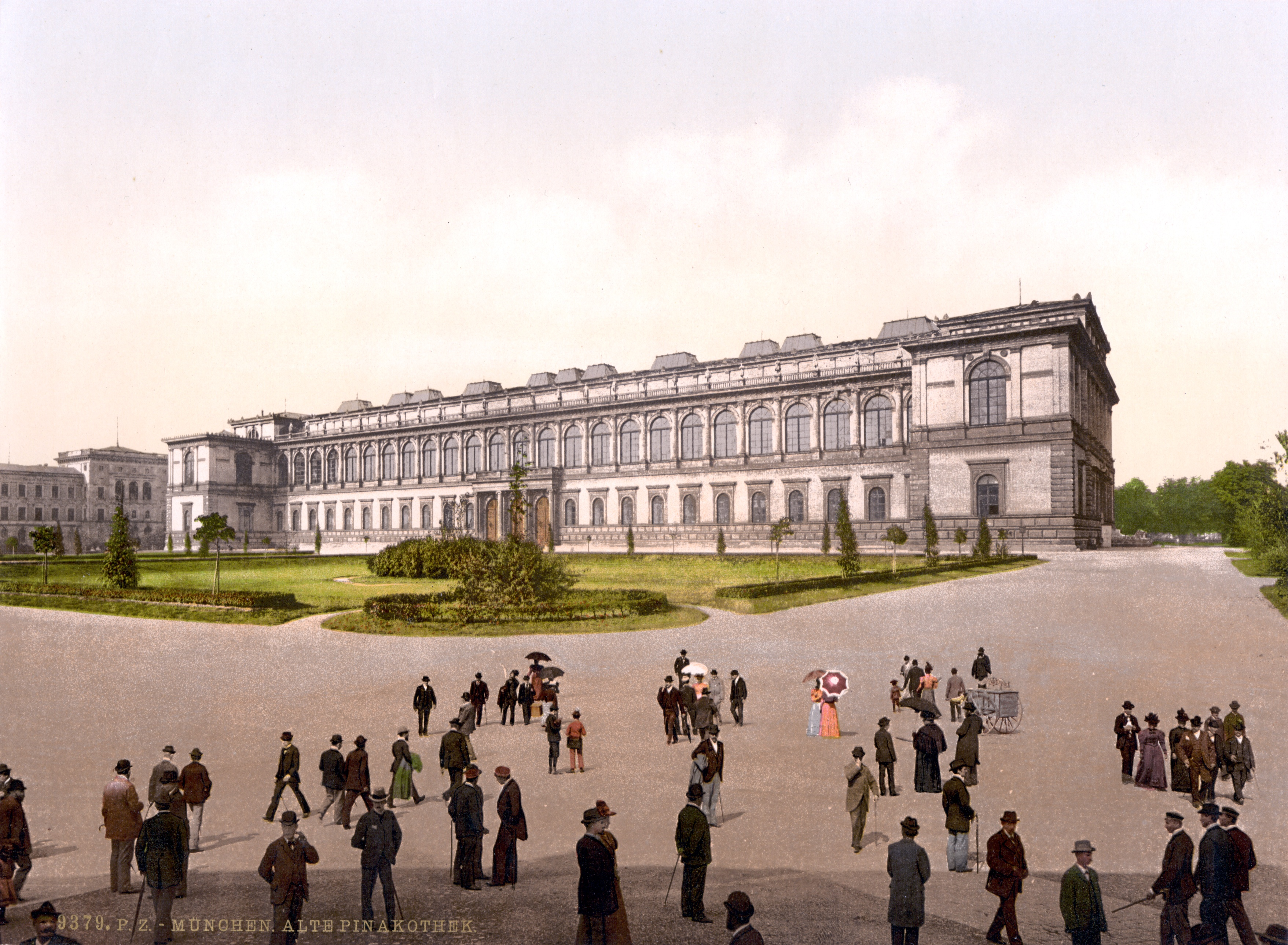
Старая Пинакотека в 1900 году

История баварской коллекции, получившей позднее греческое название «пинакотека», начинается с картин на исторические темы, которые Вильгельм IV заказал у немецких мастеров того времени: А. Альтдорфера, Г. Бургкмайра, Бехама, М. Фезелена, Брёя и др. Выполненная Альтдорфером в 1529 году «Битва Александра» (нем. Alexanderschlacht) считается одним из первых шедевров, попавших в знаменитое мюнхенское собрание. У Максимилиана I Вильгельм IV приобрёл, среди прочих, работы Альбрехта Дюрера. Его внук Максимилиан II, в бытность свою штатгальтером Испанских Нидерландов, приобрёл многочисленные работы голландских и фламандских мастеров. С объединением Баварии и Пфальца в собрание Старой пинакотеки вошли произведения из галерей Мангейма, Дюссельдорфа и Цвайбрюкена, которые укрыли от французских войск.
Король Баварии Людвиг I также приобрёл многочисленные художественные произведения. Все эти работы находились в многочисленных дворцах и были недоступны для посещения. Людвиг I не только систематизировал свою собирательскую деятельность, но также, считая своей обязанностью приобщить к искусству народные массы, поручил архитектору Лео фон Кленце строительство музея. Музей был заложен в 1826 году, а уже в 1836 году строительство было завершено. Хотя вход в музей по воскресеньям был свободный, многие жители Мюнхена поначалу предпочитали посещению музея пикник на лужайке у его входа. Во время Второй мировой войны Старая пинакотека сильно пострадала и была восстановлена в 1952—1957 годах.
В 1988 году многие работы Дюрера были повреждены кислотой, которую выплеснул на них душевнобольной посетитель, и их пришлось долго реставрировать.

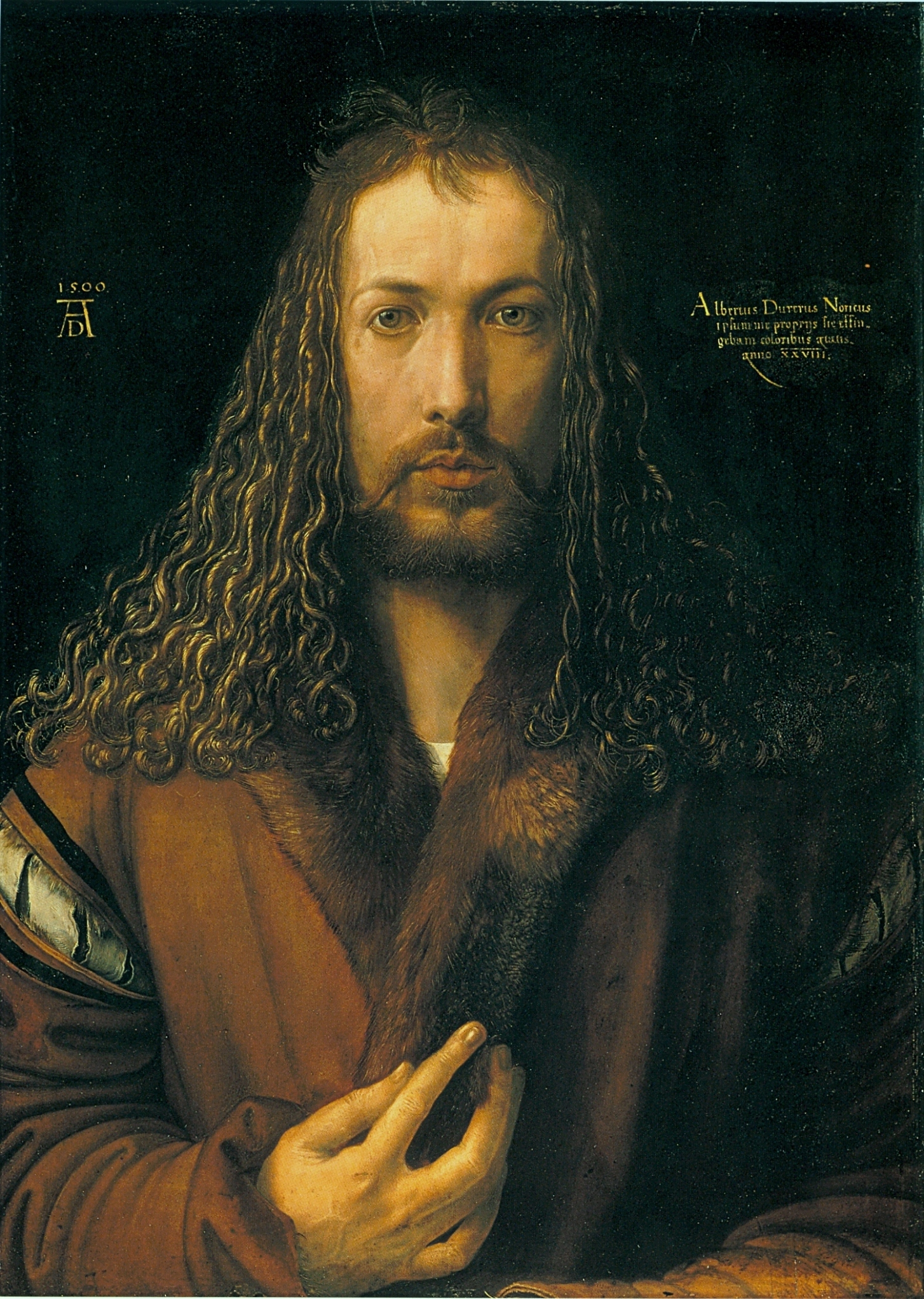
Альбрехт Дюрер «Автопортрет»

## Коллекция
Около семисот полотен представлены в девятнадцати залах и сорока девяти кабинетах музея в рамках постоянной экспозиции.
Отличительной особенностью этого музея является отсутствие среди экспонатов графики либо предметов прикладного искусства и старинной мебели, которые обычно любят разместить в своих залах музеи. 
Многочисленные торжественные залы «Старой пинакотеки» поражают своим своеобразным аскетизмом, скупостью убранства, но вскоре посетитель осознаёт разумность подобного решения в оформлении музейного интерьера: ничто не рассеивает внимания и не отвлекает, и отсутствует напряжение при переключении восприятия с одного вида искусства на другой.

### Немецкая живопись XIV—XVII веков
Коллекция немецкого искусства является наиболее многочисленной по своему объёму. Картины для собрания немецкой живописи с особой заботой подбирались в XIX—XX вв. Оно стало настоящей гордостью пинакотеки. В коллекции национальной живописи лучше всего представлены живописцы XV и XVI вв. — эпохи высочайшего расцвета немецкого искусства.
Старая пинакотека обладает большим собранием живописи старых немецких мастеров, среди них:
- Стефан Лохнер («Поклонение Младенцу Христу» / нем. Anbetung des Kindes);
- Альбрехт Дюрер («Четыре апостола», «Алтарь Паумгартнеров» / нем. Paumgartner Altar, «Автопортрет» / нем. Selbstbildnis im Pelzrock);
- Альбрехт Альтдорфер («Битва Александра» / нем. Alexanderschlacht, «Сусанна в купальне» / нем. Susanna im Bade);
- Лукас Кранах Старший («Распятие» / нем. Kreuzigung Christi);
- Ганс Гольбейн Старший («Алтарь св. Себастьяна» / нем. Sebastiansaltar, Martyrium des hl Sebastian);
- Маттиас Грюневальд («Встреча св. Эразма и св. Маврикия» / нем. Die hl. Erasmus und Mauritius);
- Михаэль Пахер («Алтарь отцов церкви» / нем. Kirchenväteraltar);
- Ганс фон Аахен («Победа правды» / нем. Sieg der Wahrheit);
- Адам Эльсхаймер («Бегство в Египет»);

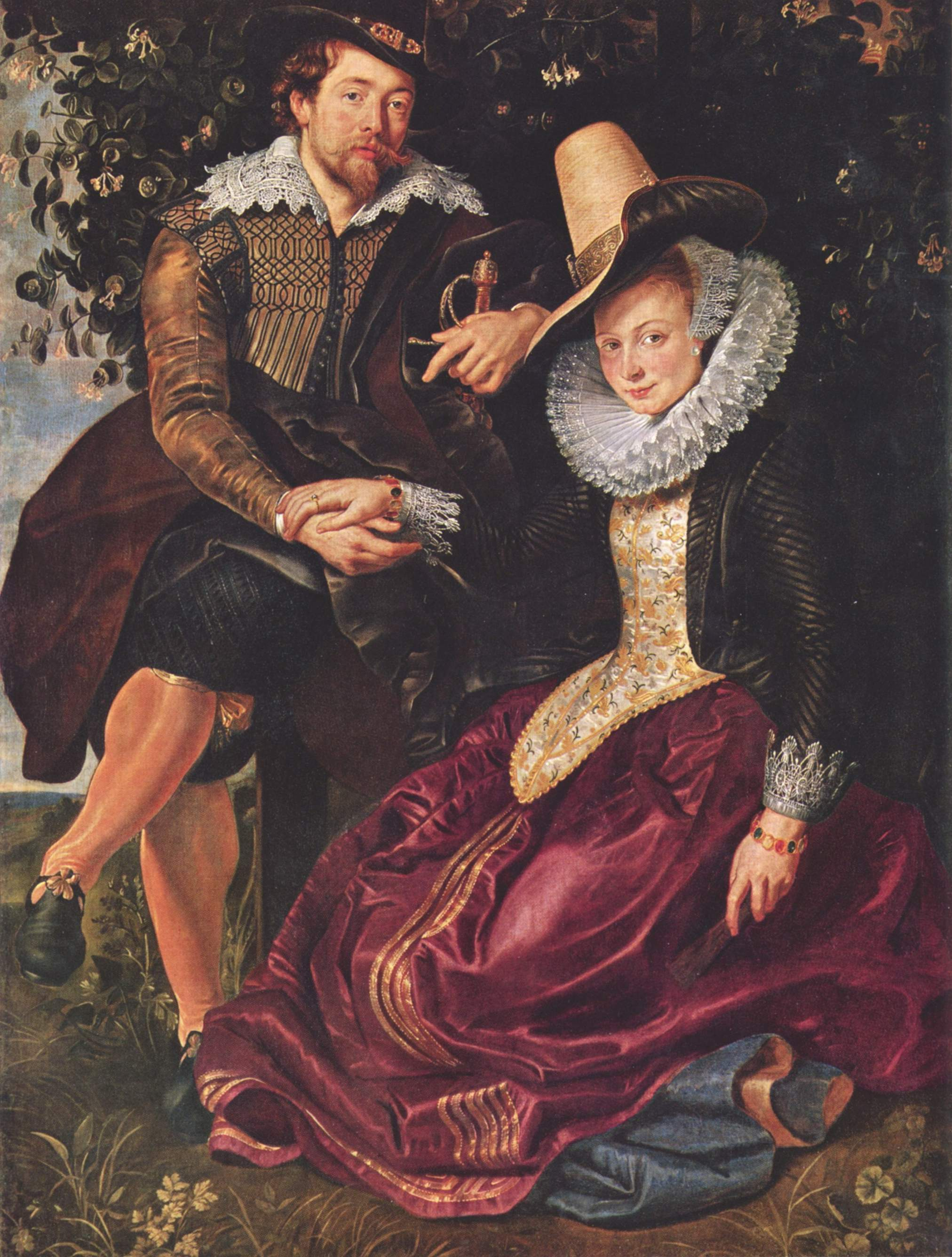
Питер Пауль Рубенс «Автопортрет с Изабеллой Брант»

- Иоганн Лисс («Смерть Клеопатры»).

### Голландская живопись XIV—XVII веков
Собрание живописи голландских мастеров является одним из самых больших и значительных в мире и известно шедеврами; в числе художников
- Дирк Боутс;
- Рогир ван дер Вейден («Алтарь Колумба» / нем. Columba-Altar);
- Ян ван Кессель Старший;
- Питер Ластмана;
- Лукас ван Лейден;
- Рембрандт ван Рейн («Святое семейство», «Автопортрет» 1629, «Снятие с Креста») ;
- Франс Хальс («Портрет мужчины», «Виллем ван Хейтхейсен»);
- Герард Терборх.

### Фламандская живопись XIV—XVII веков
Собрание фламандской живописи охватывает среди прочих работы таких мастеров, как:
- Питер Брейгель Старший («Страна лентяев»);
- Ян Брейгель Старший;
- Ханс Мемлинг («Семь радостей девы Марии»);
- Питер Пауль Рубенс («Страшный суд», «Охота на львов», «Битва греков с амазонками», «Похищение дочерей Левкиппа» и др.; собрание Рубенса в Старой пинакотеке — крупнейшее в мире);
- Антонис Ван Дейк («Отдых на пути в Египет», портрет живописца Ф. Снейдерса);
- Якоб Йорданс («Сатир в гостях у крестьянина»)

### Итальянская живопись XIII—XVII веков
Все школы живописи итальянского Возрождения и барокко представлены работами:
- Джотто ди Бондоне;
- Фра Анжелико;
- Фра Филиппо Липпи;
- Сандро Боттичелли;
- Тициана;
- Якопо Тинторетто;
- Рафаэля;
- Леонардо да Винчи;
- Тьеполо;
- Франческо Гварди;
- Каналетто.

### Французская живопись XVII—XVIII веков
Несмотря на тесную связь Виттельсбахов с Францией, собрание французской живописи скромное по размерам. Среди известных художников во французской коллекции:
- Клод Лоррен («Гавань при восходе солнца»);
- Никола Пуссен («Мидас и Бахус»);
- Жан Оноре Фрагонар («Девочка с собакой»);
- Франсуа Буше («Портрет мадам Помпадур»);
- Жан-Батист Симеон Шарден («Девушка, чистящая овощи», др. название — «Девушка за приготовлением пищи» / фр. La Fille de Cuisine, ок. 1748)[3];
- Морис Кантен де Латур;
- Клод Жозеф Верн.

### Испанская живопись XVII—XVIII веков
Небольшая по объёму, испанская коллекция включает работы таких признанных мастеров как:
- Эстебан Мурильо («Мальчики, играющие в кости», «Св. Фома из Вильянуэвы излечивает хромого» и др.);
- Диего Веласкес («Портрет молодого дворянина», др. название — «Молодой испанец в чёрном»);
- Эль Греко («Снятие одежд с Христа»);
- Пантоха де ла Крус («Испанская инфанта»);
- Хосе де Рибера («Снятие с Креста»);
- Франсиско Сурбаран («Погребение св. Екатерины Александрийской на горе Синай», «Экстаз Св. Франциска»).

Работы Франсиско Гойя выставлены в Новой пинакотеке.

## Галерея

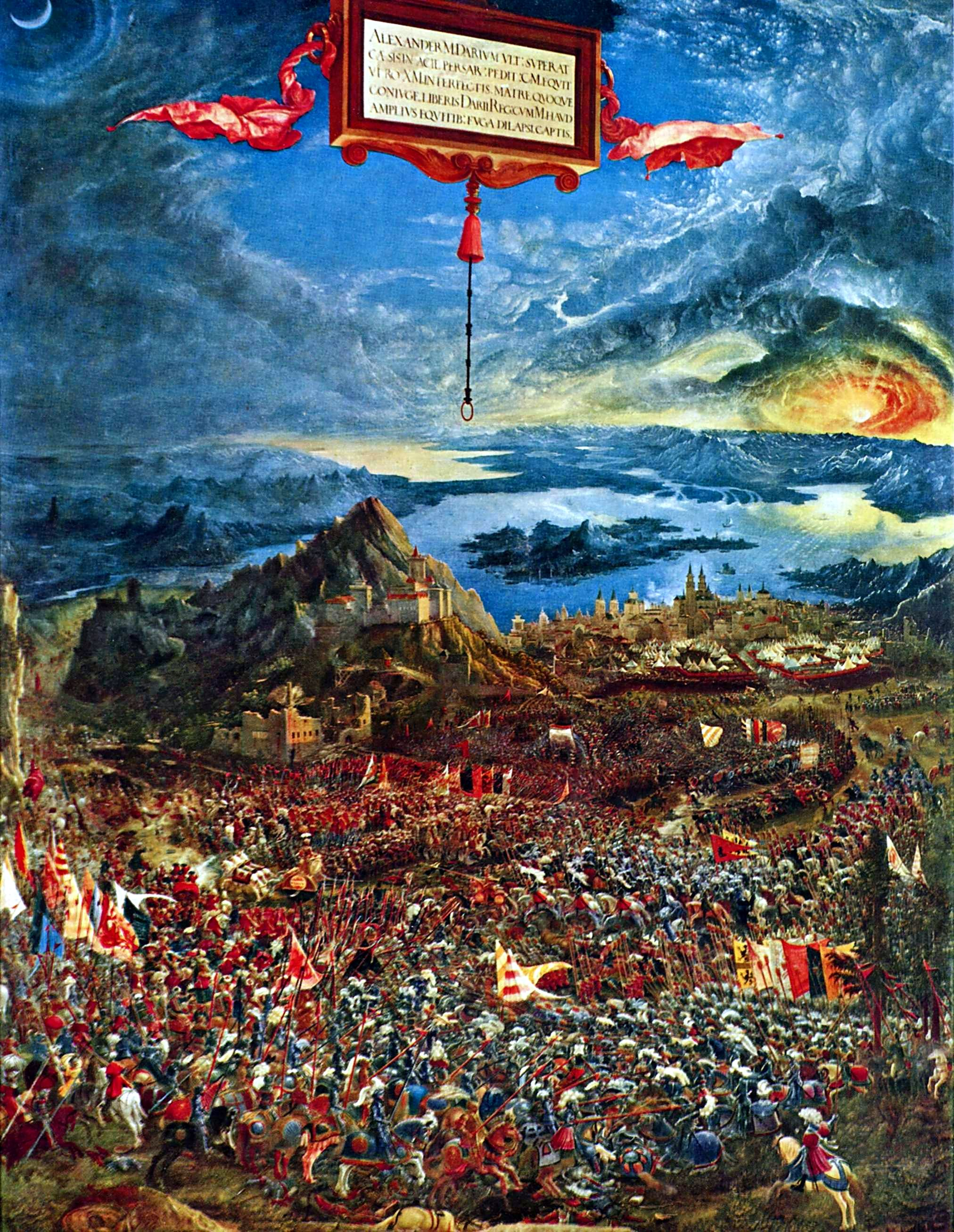
Альбрехт Альтдорфер «Битва Александра»
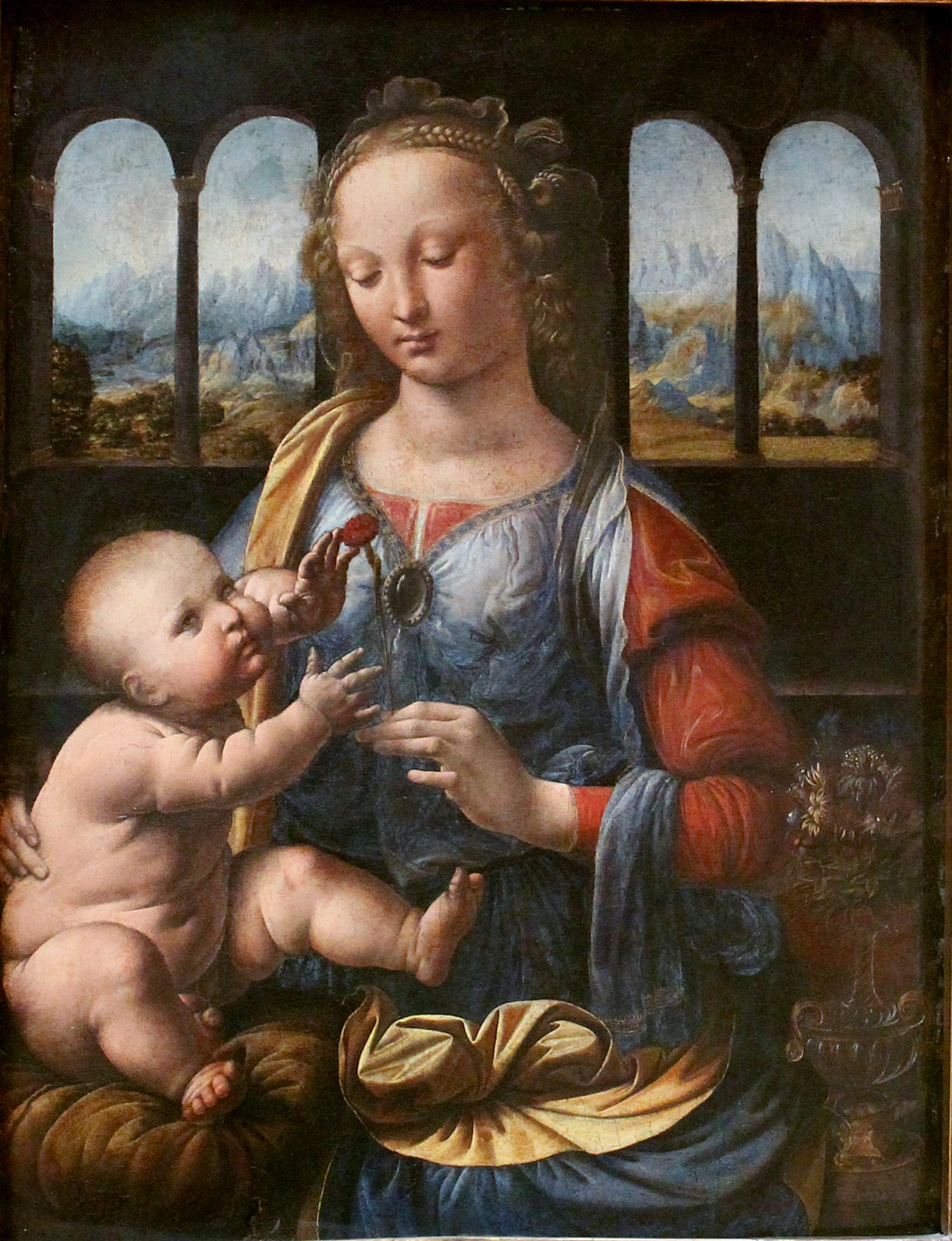
Леонардо да Винчи «Мадонна с гвоздикой»
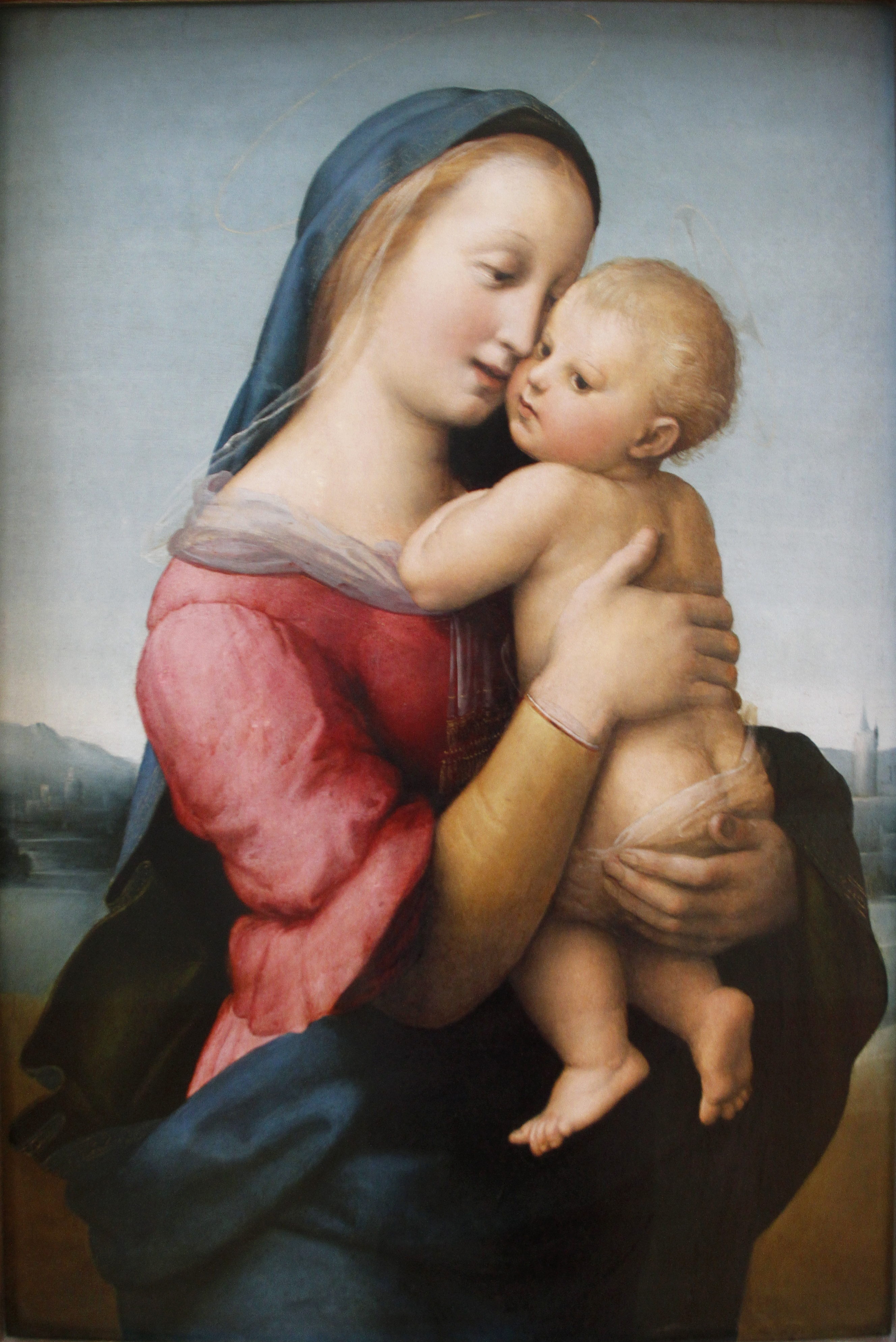
Рафаэль «Мадонна Темпи»
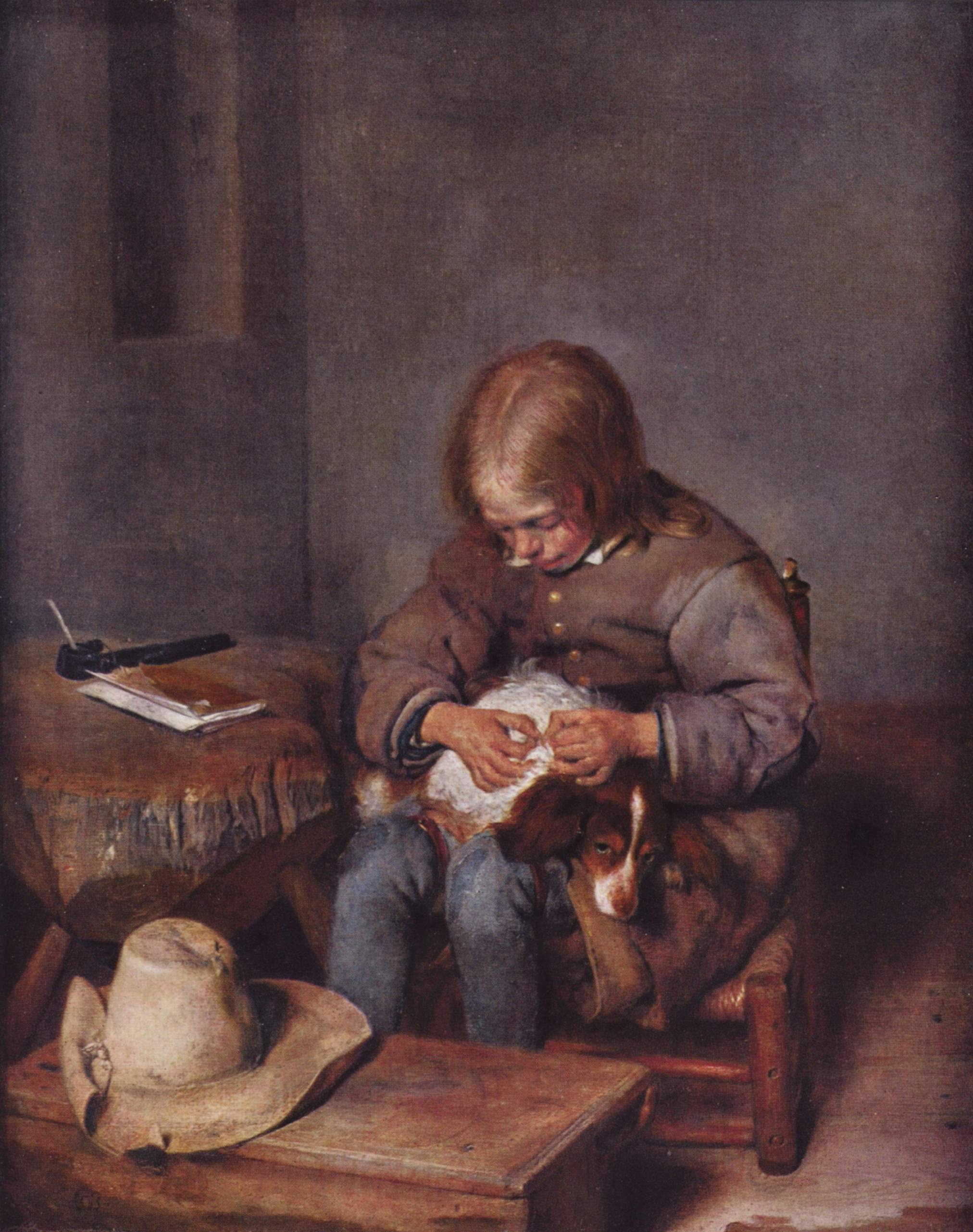
Герард Терборх «Мальчик с собакой (Мальчик, ищущий блох)»
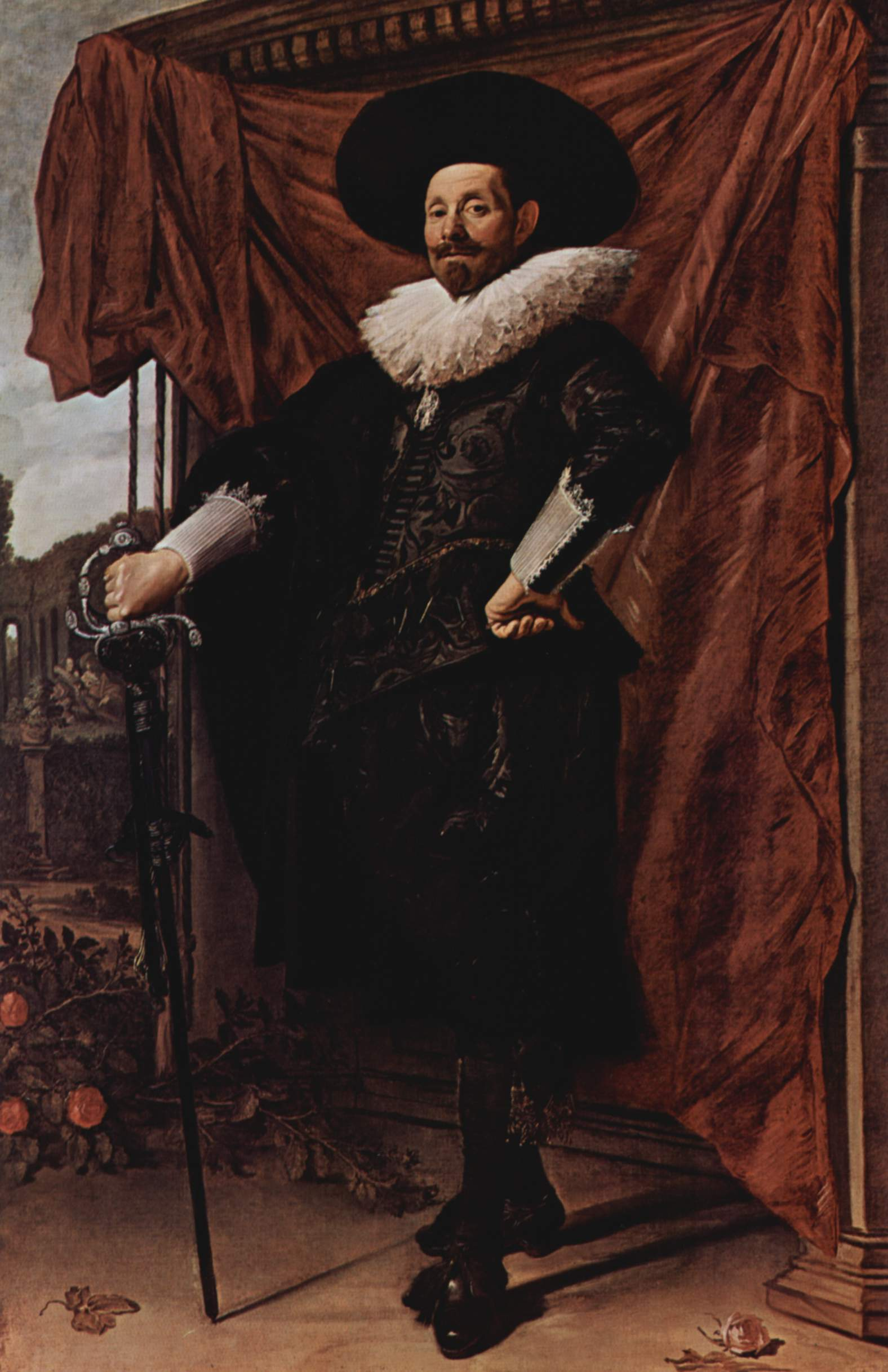
Франс Халс «Портрет Виллема Хейтхейссена»
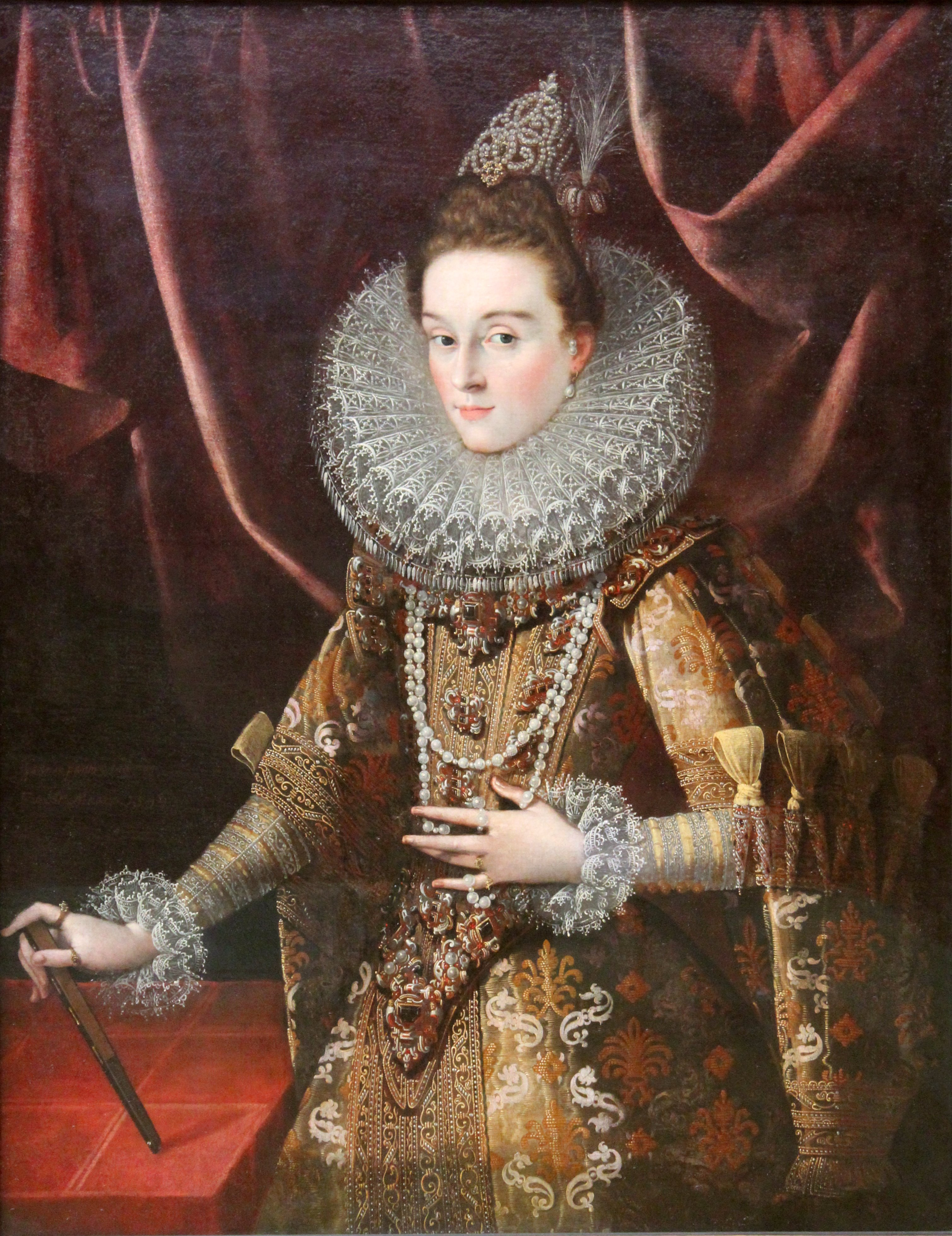
Пантоха де ла Крус «Инфанта Изабелла Клара Евгения»
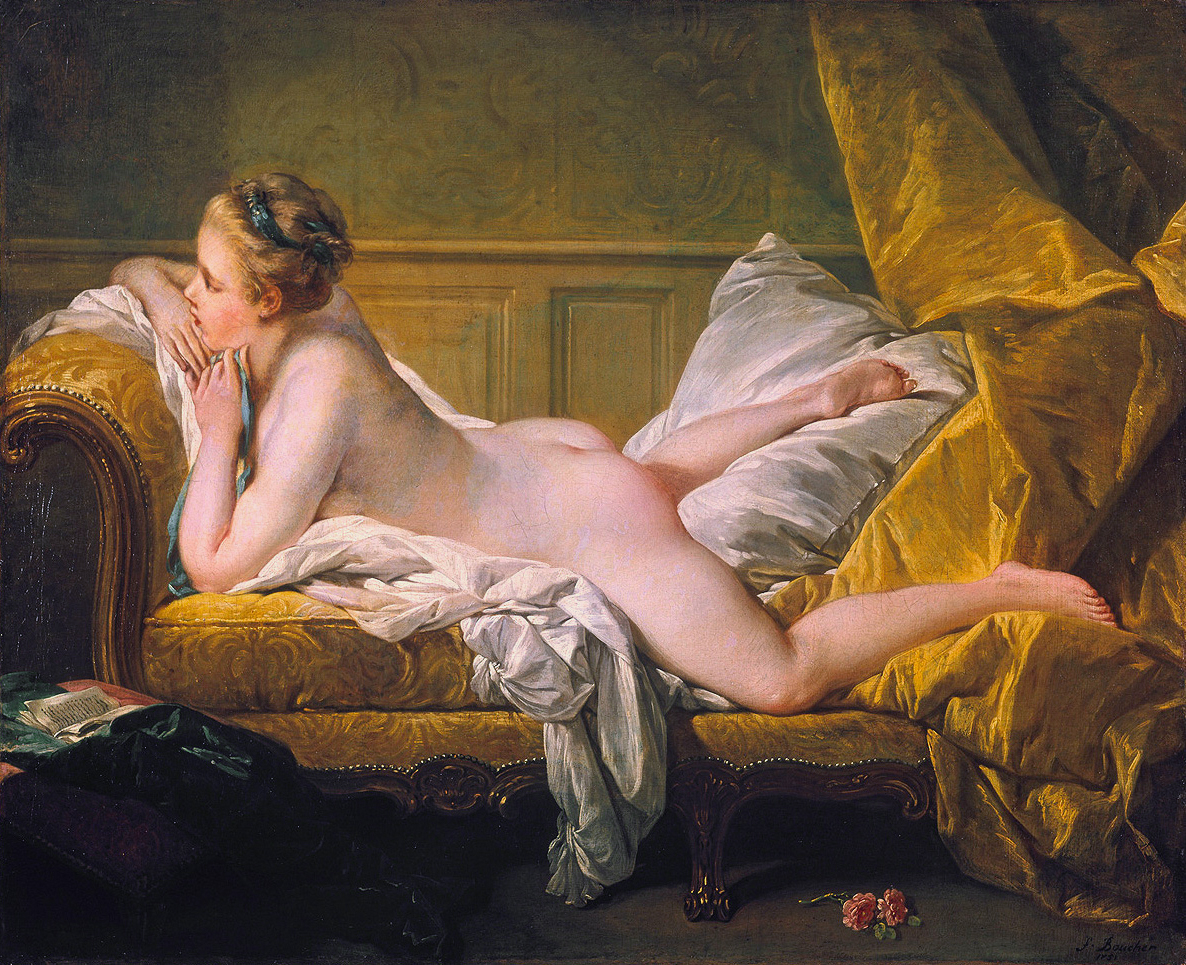
Франсуа Буше «Отдыхающая девушка» (Луиза О'Мерфи) (1737—1818)